# Nord-Ouest de Delhi
Le district Nord-Ouest de Delhi est un district de l'état de Delhi, en Inde.

## Géographie
Au recensement de 2011, sa population compte 3 651 261 habitants.